# Odontoneura bifasciata
Odontoneura bifasciata là một loài tò vò trong họ Ichneumonidae.